# Heiko Gigler
Heiko Gigler, född 17 juni 1996, är en österrikisk simmare.

## Karriär
Vid EM 2024 i Belgrad var Gigler en del av Österrikes lag som tog guld på 4×100 meter medley.